# Oecleus brunnea
Oecleus brunnea är en insektsart som beskrevs av Fowler 1904. Oecleus brunnea ingår i släktet Oecleus och familjen kilstritar. Inga underarter finns listade i Catalogue of Life.